# والدمار کازانتسکی
والدمار کازانتسکی (لهستانی: Waldemar Kazanecki؛ زاده ۲۹ آوریل ۱۹۲۹ – درگذشته ۲۰ دسامبر ۱۹۹۱) آهنگساز، رهبر ارکستر و نوازنده پیانو اهل لهستان بود.
از فیلم‌ها یا مجموعه‌های تلویزیونی که وی در آن‌ها نقش داشته‌است، می‌توان به کنتس کوزل، خانه، ترانه عاشقانه‌ای برای یانوشک، مرد بی‌نهایت آرام، روزها و شب‌ها، بولک و لولک، مداد جادو و عقاب اشاره نمود.